# Purpe (Ort)
Purpe (russisch Пурпе) ist eine Siedlung im Autonomen Kreis der Jamal-Nenzen (Russland) mit 9840 Einwohnern (Stand 14. Oktober 2010).

## Geographie
Purpe liegt im Westsibirischen Tiefland, etwa 520 Kilometer Luftlinie ostsüdöstlich der Kreishauptstadt Salechard. Die Stadt liegt unweit des linken Ufers des Flusses Pjakupur.
Purpe gehört zum Rajon Purowski, dessen Verwaltungszentrum Tarko-Sale sich etwa 70 Kilometer nordöstlich befindet. Nächstgelegener Ort ist die Stadt Gubkinski etwa zehn Kilometer südwestlich. Der namensgebende Fluss Purpe fließt knapp 20 Kilometer nördlich der Siedlung in östlicher Richtung und mündet etwa auf halber Strecke zwischen Purpe und Tarko-Sale in den Pjakupur.

## Geschichte
Der Ort entstand Anfang 1978 als Arbeitersiedlung beim Bau der Eisenbahnstrecke Surgut – Nowy Urengoi und entwickelte sich nach deren Eröffnung (regulärer Betrieb auf diesem Abschnitt 1984) als Siedlung bei der Bahnstation für die nahe Stadt Gubkinski.

### Bevölkerungsentwicklung
| Jahr | Einwohner |
| ---- | --------- |
| 2002 | 9.074     |
| 2010 | 9.840     |

Anmerkung: Volkszählungsdaten

## Wirtschaft und Infrastruktur
In Purpe gibt es Versorgungs-, Transport- und Bauunternehmen, zumeist im Dienste der Erdöl- und Erdgasindustrie des Gebietes. Am Ort vorbei führt eine der von Transneft betriebenen Hauptpipelines der Region, an die bei Purpe seit 2009 die 550 km lange Pipeline vom neu erschlossenen Ölfeld Wankor anschließt.
Durch Purpe verlaufen die Eisenbahnstrecke von Tjumen an der Transsibirischen Eisenbahn über Surgut nach Nowy Urengoi (Streckenkilometer 385 ab Ult-Jagun bei Surgut; entsprechend 1139 ab Tjumen) sowie die der Bahnstrecke folgende Fernstraße R404. Die Bahnstrecke überquert oberhalb von Purpe den Pjakupur.